# Jorge Aguirre
Jorge Aguirre de Céspedes (Lesaka, 5 gennaio 2000) è un calciatore cubano con cittadinanza spagnola, attaccante del Panaitōlikos in prestito dal Gil Vicente.

## Carriera

### Club
Aguirre è cresciuto nel settore giovanile della Real Sociedad, dove ha giocato con le formazioni B e C dal 2018 al 2022. Nel gennaio del 2022 è stato ceduto in prestito per una stagione al Mirandés.
Rientrato alla Real Sociedad, ha giocato per una stagione ancora con la squadra B per poi passare a titolo definitivo all'Osasuna, dove ha disputato una stagione intera con la seconda squadra.
Nell'estate del 2024 ha firmato un contratto con il Gil Vicente, club della prima divisione portoghese, campionato in cui ha esordito il 10 agosto 2024, in una sconfitta per 3-0 sul campo del Porto. Il successivo 16 agosto realizza il suo primo gol in Portogallo, mettendo a segno il momentaneo 1-1 nella partita poi vinta per 4-2 in casa contro l'AVS.

### Nazionale
Nel 2025 ha esordito in nazionale.

## Statistiche

### Presenze e reti nei club
Statistiche aggiornate al 30 agosto 2024.
| Stagione        | Squadra         | Campionato      | Campionato | Campionato | Coppe nazionali | Coppe nazionali | Coppe nazionali | Coppe continentali | Coppe continentali | Coppe continentali | Altre coppe | Altre coppe | Altre coppe | Totale | Totale |
| Stagione        | Squadra         | Comp            | Pres       | Reti       | Comp            | Pres            | Reti            | Comp               | Pres               | Reti               | Comp        | Pres        | Reti        | Pres   | Reti   |
| --------------- | --------------- | --------------- | ---------- | ---------- | --------------- | --------------- | --------------- | ------------------ | ------------------ | ------------------ | ----------- | ----------- | ----------- | ------ | ------ |
| 2018-2019       | Real Sociedad C | TD              | 25         | 4          |                 | -               | -               |                    | -                  | -                  |             | -           | -           | 25     | 4      |
| 2019-2020       | Real Sociedad C | TD              | 3          | 0          |                 | -               | -               |                    | -                  | -                  |             | -           | -           | 3      | 0      |
| 2021-gen. 2022  | Real Sociedad C | TDR             | 17         | 6          |                 | -               | -               |                    | -                  | -                  |             | -           | -           | 17     | 6      |
| 2020-2021       | Real Sociedad B | SDB             | 17         | 4          |                 | -               | -               |                    | -                  | -                  |             | -           | -           | 17     | 4      |
| 2021-gen. 2022  | Real Sociedad B | SD              | 1          | 0          |                 | -               | -               |                    | -                  | -                  |             | -           | -           | 1      | 0      |
| gen.-giu. 2022  | Mirandés        | SD              | 8          | 0          | CR              | 0               | 0               |                    | -                  | -                  |             | -           | -           | 8      | 0      |
| 2022-2023       | Real Sociedad B | PF              | 36         | 2          |                 | -               | -               |                    | -                  | -                  |             | -           | -           | 36     | 2      |
| 2023-2024       | Osasuna B       | PF              | 37         | 5          |                 | -               | -               |                    | -                  | -                  |             | -           | -           | 37     | 5      |
| 2024-2025       | Gil Vicente     | PL              | 4          | 1          | CP+CdL          | 0               | 0               |                    | -                  | -                  |             | -           | -           | 4      | 1      |
| Totale carriera | Totale carriera | Totale carriera | 148        | 22         |                 | 0               | 0               |                    | -                  | -                  |             | -           | -           | 148    | 22     |